# Моспинский городской совет
Моспинский городской совет (территория) — административно-территориальное объединение населённых пунктов, входящее в состав Пролетарского района города Донецка Донецкой области Украины, объединённых вокруг населённого пункта город Моспино.

## Состав
- город Моспино
- пгт Горбачёво-Михайловка
- с. Бирюки
- с. Вербовая Балка
- с. Гришки
- с. Михайловка
- с. Новодворское
- с. Октябрьское
- с. Темрюк

## Площадь
Моспинский горсовет занимает площадь в 71,5 км кв.

## Население
Население на 1 января 2011 года составляет 12 937 чел., на 1 января 2013 года — 12 900 чел.